# Torneo Conde de Godó 2014
El Barcelona Open Banco Sabadell de 2014, también conocido como Torneo Conde de Godó 2014, es un torneo de tenis masculino jugado en tierra batida al aire libre. Es la edición 62.ª del evento y es parte de la serie ATP World Tour 500 del 2014 ATP World Tour. Tuvo lugar en el Real Club de Tenis Barcelona en Barcelona, Cataluña, España, del 21 de abril hasta el 27 de abril de 2014.

## Cabezas de serie

### Individuales
| Tenista               | Ranking | Preclasificado |
| Rafael Nadal          | 1       | 1              |
| David Ferrer          | 6       | 2              |
| Fabio Fognini         | 13      | 3              |
| Kei Nishikori         | 17      | 4              |
| Tommy Robredo         | 18      | 5              |
| Nicolás Almagro       | 20      | 6              |
| Jerzy Janowicz        | 21      | 7              |
| Alexandr Dolgopolov   | 22      | 8              |
| Ernests Gulbis        | 23      | 9              |
| Philipp Kohlschreiber | 25      | 10             |
| Fernando Verdasco     | 26      | 11             |
| Marin Čilić           | 27      | 12             |
| Feliciano López       | 31      | 13             |
| Marcel Granollers     | 32      | 14             |
| Dmitry Tursunov       | 33      | 15             |
| Benoît Paire          | 34      | 16             |

### Dobles
| Tenista                         | Ranking | Preclasificado |
| Bob Bryan Mike Bryan            | 2       | 1              |
| Alexander Peya Bruno Soares     | 7       | 2              |
| Ivan Dodig Marcelo Melo         | 11      | 3              |
| David Marrero Fernando Verdasco | 16      | 4              |

## Campeones

### Individuales
Kei Nishikori venció a  Santiago Giraldo por 6-2 6-2.

### Dobles
Jesse Huta Galung /  Stéphane Robert vencieron a  Daniel Nestor /  Nenad Zimonjić por 6-3 6-3.